# Calanthe izu-insularis
Calanthe izu-insularis är en orkidéart som först beskrevs av Nobuo Satomi och som fick sitt nu gällande namn av Jisaburo Ohwi och Nobuo Satomi.
Calanthe izu-insularis ingår i släktet Calanthe och familjen orkidéer. Inga underarter finns listade i Catalogue of Life.